# Senecio albaniae
Senecio albaniae là một loài thực vật có hoa trong họ Cúc. Loài này được H.Beltrán mô tả khoa học đầu tiên năm 2002.